# Roland Hochfilzer
Roland Hochfilzer (* 20. September 1963 in Wörgl) ist ein früherer österreichischer Skeletonsportler und späterer Trainer.
Roland Hochfilzer war in der Jugend Skispringer. Später gehörte er zunächst dem B- später dem A-Kader des österreichischen Nationalteams im Skeleton an. In der zweiten Hälfte der 1990er Jahre nahm er an mehreren Rennen im Skeleton-Weltcup teil und erreichte dabei mit Rang neun in Igls 1998 sein bestes Ergebnis. Am 26. November 2000 gewann er das allererste Rennen des neu eingeführten Skeleton-Europacup in Igls. Mittlerweile ist Hochfilzer Trainer des österreichischen Skeleton-Intercontinentalcup-Teams.